# ブルームフォンテーン国際空港
ブルームフォンテーン国際空港（ブルームフォンテーンこくさいくうこう、英語: Bloemfontein International Airport）は、南アフリカ共和国フリーステイト州の州都ブルームフォンテーンにある国際空港である。

## 概要
2004年の年間旅客人員数は225,636人であり、2003年と比べて4.7%増加した。他の南アフリカの空港と同様、2010 FIFAワールドカップ南アフリカ大会のために4600万ランドをかけて全体が改装された。

## 歴史
2011年11月、ジェイコブ・ズマ大統領は空港の名称を反アパルトヘイト運動で知られるブラム・フィッシャーの名をとり、ブラム・フィッシャー国際空港 (Bram Fischer International Airport) に変更することを発表した。2012年12月13日に公式の名称変更とその式典が行われた。
但し、2012年現在、当空港を発着するのは国内4線のみ。

## 就航航空会社と就航都市

### 国内線
| 航空会社                     | 就航地                                                                           |
| ---------------------------- | -------------------------------------------------------------------------------- |
| エアリンク                   | キング・シャカ国際空港（ダーバン）、ポートエリザベス国際空港（ポートエリザベス） |
| マンゴー航空                 | ケープタウン国際空港（ケープタウン）                                             |
| サウスアフリカンエクスプレス | ケープタウン国際空港（ケープタウン）、O・R・タンボ国際空港（ヨハネスブルグ）     |

## 周辺
- フリーステイト・スタジアム（2010 FIFAワールドカップ会場）